# Laura Schneider
Laura Schneider (* 10. August 1979 in München) ist eine deutsche Schauspielerin, Sängerin und kommerzielle Lebensberaterin.

## Leben
Laura Schneider ließ sich noch während ihrer Schulzeit ab 1996 in München privat zur Schauspielerin ausbilden. 1998 gelang ihr der Einstieg in die ARD-Vorabendserie Marienhof. Zusammen mit Ricarda Wältken, einem ehemaligen Mitglied der Popgruppe Tic Tac Toe, die sie während eines Gastauftritts im Marienhof kennenlernte, schaffte sie den Sprung in die Musikindustrie. 1999 veröffentlichten Laura und Ricky – unter dem gleichen Namen – die gemeinsame Single Er ist nicht der Richtige, und Schneider stürmte erstmals die Charts. Auf der Welle dieses Erfolgs veröffentlichte sie als Solokünstlerin im Herbst 1999 die von Bernd Meinunger produzierte Ballade Immer wieder, zu der Schneider den Text selbst verfasste. Begleitet wurde sie von Ron Van Lankeren. Die Single konnte sich auf Anhieb in den deutschen Top 10 platzieren und hielt sich über mehrere Wochen auf Position 3 der Singlecharts. Durch Co-Moderationen mit Mola Adebisi bei dem Musikfernsehsender VIVA promotete Schneider parallel ihren Hit. Für mehr als 250.000 verkaufte Singles in der Bundesrepublik Deutschland konnte sich Schneider über eine Goldene Schallplatte und für über 25.000 verkaufte Singles in der Schweiz freuen. Es folgten weitere Ehrungen wie die Goldene Stimmgabel von Dieter Thomas Heck und der Musikpreis RSH Gold des Senders Radio Schleswig-Holstein. 2001 wurde sie zudem mit einer Echo-Nominierung als Beste Künstlerin national ausgezeichnet.
Im Dezember 2000 verließ Schneider das Marienhof-Ensemble und begann 2001 als Hauptrolle in der 3. Staffel der ARD-Serie Bei aller Liebe. 2002 besuchte sie in London eine Schauspielschule, um sich mit der Konstantin-Stanislawski-Methode vertraut zu machen. In Los Angeles besuchte sie im selben Jahr ein Professional Acting Training. Nach ihrer Rückkehr war sie u. a. in der Fernsehserie Um Himmels Willen als Schwiegertochter von Fritz Wepper zu sehen. 2004 gründete Laura Schneider die Nachwuchsagentur KIDS & STARS ltd. für Film und Fernsehen in München. Schneider war Geschäftsführerin und Gesellschafterin der Agentur und wurde Gründungsmitglied des 2008 gegründeten Verbands Deutscher Nachwuchsagenturen (VdNA).
Zudem sah man sie 2006 als Sängerin Kaye Ballard in der ProSieben-Telenovela Lotta in Love.
Für den Soundtrack des Kurzfilms Der Schrei – eine ganz alltägliche Geschichte von Carsten Degenhardt schrieb sie im Mai 2009 das Lied Stiller Schrei, welches von Kindesmissbrauch handelt.
2011 schlüpfte Schneider für die ARD-Vorabendserie Marienhof ein letztes Mal in ihre Rolle als "Lee Neuhaus", bevor das Format nach über 18 Jahren vom Sender eingestellt wurde. 2017 spielte sie in Los Veganeros 2 mit.

### Tätigkeit als Lebens- und Gesundheitsberaterin
Seit 2012 ist Laura Schneider Yogalehrerin. Schneider machte ihren Abschluss zum Holistic Health Coach am Institute of Integrative Nutrition New York City, erweiterte ihre Coachingausbildung mit kinesiologischen Fachschulungen, sowie systemischen Aufstellungen und erhielt 2013 zu ihrem Zertifikat als ganzheitliche Lebensberaterin veganer Vitalkost ein Diplom.
Seit 2013 moderiert sie zusammen mit Frank Metzker von weltenfresser.de das Vegane Sommerfest in Berlin.

## Diskografie

### Studioalben
- 2000: Ganz nah

### Singles
- 1999: Er ist nicht der Richtige (mit Ricky)
- 1999: Immer wieder
- 2000: We Are Strong
- 2001: Sag dass du bleibst
- 2009: Stiller Schrei

## Auszeichnungen
- 2001: Echo-Nominierung Beste Künstlerin national
- 2000: Goldene Stimmgabel Künstlerin national
- 2000: RSH-Gold[5]